# Porąbka (Pojezierze Drawskie)
Porąbka – wzniesienie o wysokości 173,1 m n.p.m. na Pojezierzu Drawskim, położone w woj. zachodniopomorskim, w powiecie drawskim, w gminie Złocieniec.
Teren Porąbki znajduje się w Drawskim Parku Krajobrazowym, ponadto został objęty obszarem specjalnej ochrony ptaków "Ostoja Drawska", specjalnym obszarem ochrony siedlisk "Jeziora Czaplineckie", a także obszarem chronionego krajobrazu Pojezierze Drawskie.
Przy południowej części Porąbki leży wieś Chlebowo. Na zachód od wzniesienia znajduje się jezioro Siecino.
Nazwę Porąbka wprowadzono urzędowo w 1950 roku, zastępując poprzednią niemiecką nazwę Hege Berg.